# Constantin Hormuzaki

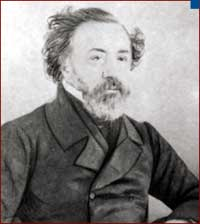
Constantin Hurmuzachi

Constantin Hormuzaki (rumänisch Hurmuzachi auch Hurmuzaki) (* 12. November 1811 in Czernowitz (Cernăuți); † 15. Februar 1869 in Wien, beerdigt in Dulcești, Kreis Neamț), war ein im Herzogtum Bukowina geborener und aufgewachsener österreichischer Jurist sowie rumänischer Politiker und Minister.

## Herkunft
Die Familie, die ihrem Namen nach griechischer, fanariotischer Abstammung ist, gehörte zum Adel der Moldau. Im Jahr 1636 wurde ein Hurmuzaki wegen seiner Verdienste für den herrschaftlichen Rat vom Fürsten der Moldau mit einem Gut beschenkt. Unter der Regierung des Fürsten Nikolaus Mavrocordatos, auch ein Fanariot, war Emanuel Oberstallmeister und Diwansmitglied.
Sein Großvater Constantin Hurmuzaki († 1794), dessen Großvater Großpitar und dessen Vater Großpaharnik gewesen waren, kaufte im Jahre 1765 das Gut Cernăuca (deutsch: Czernawka) im damaligen Fürstentum Moldau (heute im Raion Noua Suliță) in der Ukraine. Dessen Sohn Doxaki ging als junger Mann in die südliche Moldau, kehrte jedoch schon im Jahre 1804 in die Bukowina (nördliche Moldau) zurück und die Familie nahm nun hier ihren dauer den Wohnsitz.
Constantins  Vater Doxaki (1782–1857) gewährte unter hohem finanziellen Einsatz rumänischen Führern aus Siebenbürgen Zuflucht, die aus politischen Gründen geflüchtet waren. Seine Brüder waren die Politiker Alexander und Eudoxius.

## Biographie

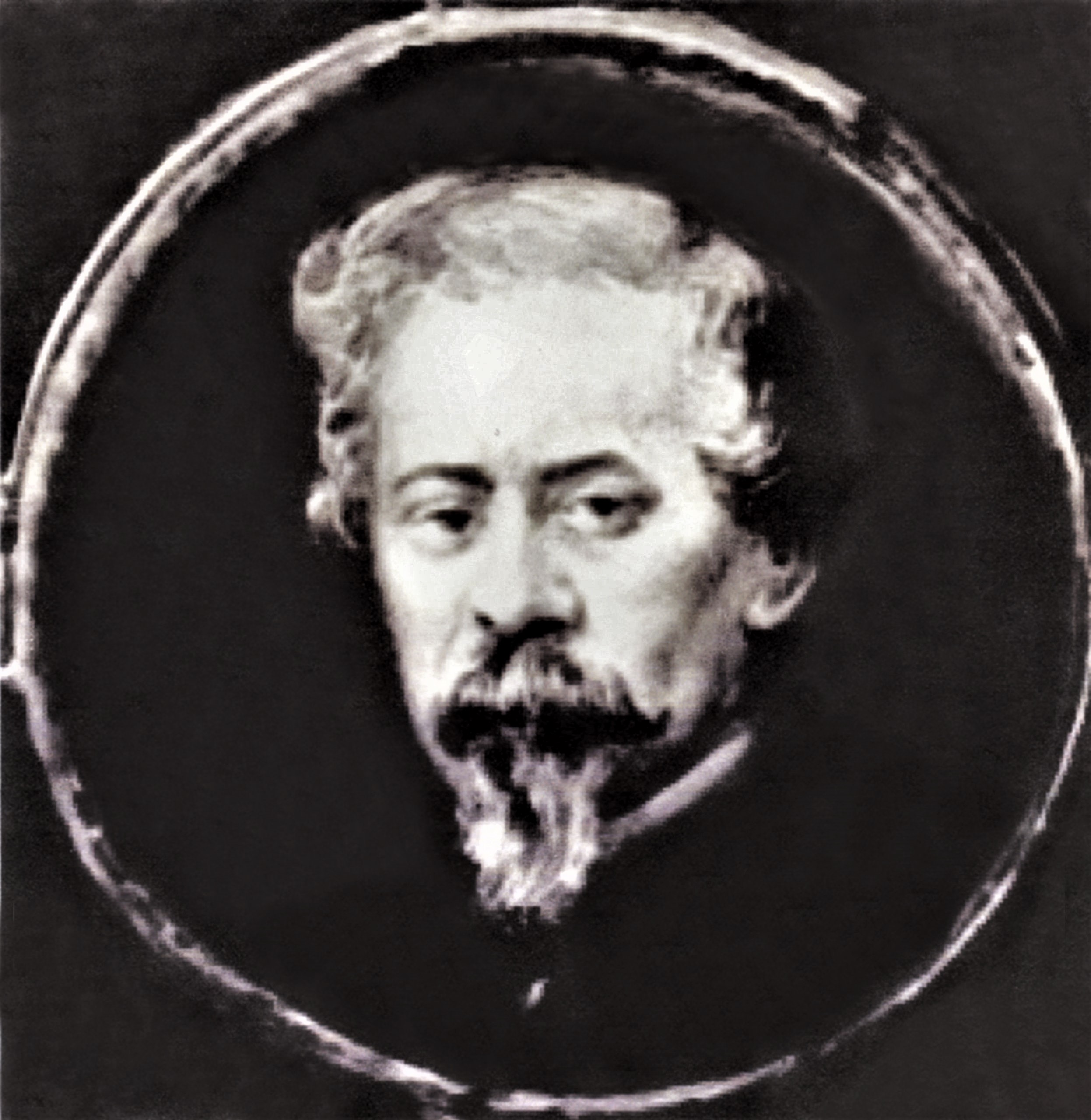
Constantin Hormuzaki um 1860

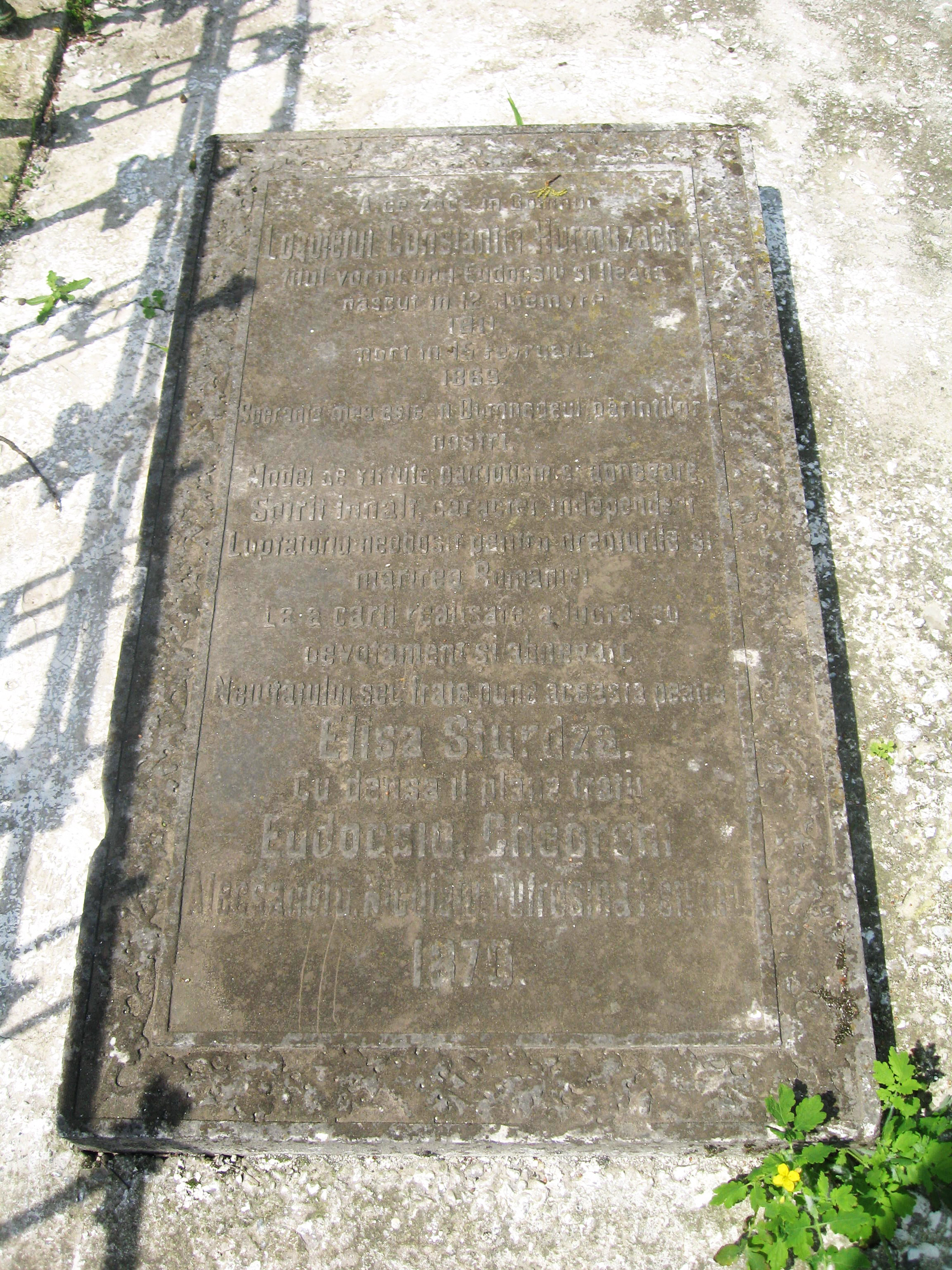
Grabmal Constantins in Dulcești

Bereits am 4. Oktober 1823 verfasste er als Schüler ein politisches Schreiben an Kaiser Franz I. 
Nach dem Absolvieren des Gymnasiums in Czernowitz studierte er von 1830 bis 1836 zusammen mit seinem Bruder Eudoxius von Hormuzaki an der rechtswissenschaftlichen Fakultät der Universität Wien.  Er war danach vorwiegend im seit 1812 von Russland annektierten Bessarabien in Chișinău, sowie in St. Petersburg tätig.
1840 erlangte er Ansehen durch die in St. Petersburg für den moldauischen Kanzler  Grigore Lupu Balş gegenüber dem russischen Staat gewonnenen Prozesse. 
1848 war er Mitherausgeber der auf Rumänisch und Deutsch erscheinenden Zeitung Gazeta Bucovinei.
Zusammen mit seinem Bruder setzte er sich für eine Autonomie der Bukowina als Kronland im Rahmen der Habsburgermonarchie ein.
Wegen eines Zwists mit seinem Vater in einer Liebesangelegenheit verließ er die Bukowina und zog ins Fürstentum Moldau.
1850 wurde er Mitglied des Vorstands für die Reorganisation des öffentlichen Bildungswesens, wobei er die allgemeine Schulordnung festlegte. 1852 arbeitete er einen Entwurf für ein neues Strafrecht aus. Dafür wurde er mit dem Titel Aga ausgezeichnet, kurze Zeit später wurde ihm die Funktion des Vorstehers des Fürstlichen Hofes (rumänisch: mare vornic) verliehen. Mit dem fürstlichen Dekret vom, 1. April 1856 wurde er formell eingebürgert. In der Folgezeit setzte Constantin sich stark für die Vereinigung der rumänischen Fürstentümer ein, vor allem im Rahmen des „Komitees der Vereinigung“ (Comitetul Unirii).
Der Abgeordnete wurde nach der Vereinigung der Fürstentümer Walachei und Moldau unter Fürst Alexandru Ioan Cuza 1859 Minister des Rechts (= Justizminister), nach der Proklamation des Staates Rumänien rumänischer Justizminister mit Sitz in Iași (17. Januar 1861).
Obwohl schwer krank, ernannte man ihn im Königreich Rumänien 1868 zum Vorsitzenden des Kassationsgerichtes in Bukarest, ein Amt, das er nicht mehr wirklich ausübte, denn er begab sich zur medizinischen Betreuung nach Wien, wo er alsbald verstarb.
Ihm zu Ehren führt jeweils eine Straße in Constanța und Sibiu seinen Namen.